# Тадевосян, Грайр Тевосович
Грайр Тевосович Тадевосян (род. 28 мая 1932, село Неркин-Хатунарх (с 1978 года — село Гай) Вагаршапатский район, Армянская ССР (с 1991 года — Республика Армения) — советский и армянский геолог, гидрогеолог и геоморфолог.
В 1951 году окончил среднюю школу № 1 города Эчмиадзина, а в 1956 году — геоморфологический отдел географического факультета Ереванского государственного университета.
В 1956—1973 годах работал гидрогеологом в Управлении Геологии при Совете Министров Армянской ССР. Активно участвовал в гидрогеологических исследованиях подземных вод на территории республики, подсчётом запасов минеральных вод «Севан», «Личк».
В 1968 году окончил также экономический факультет ЕГУ.
В 1973—1993 годах работал в институте «Армгипроводхоз» Министерства мелиорации и водного хозяйства Армянской ССР. Проводил гидрогеологические исследовательские работы по улучшению мелиоративного состояния соланчаковых и сверхвлажных земель Араратской равнины, и в направлении гидрогеологического и инженерно-геологического обоснования проектов водно-хозяйственных сооружений республики.
Кроме основной специальности, в течение более 45 лет занимался активной журналистикой. Сотни его работ напечатаны в 28 республиканских и районных газетах, 9 журналах, вещались на радио и телевидении Армянской ССР. В Армянской Советской и Армянском Кратком энциклопедиях использовались его многочисленные статьи по водохозяйственным сооружениям Армении. В библиографической энциклопедии «Кто есть кто. Армяне» опубликованы его статьи о более чем 30 армянах врачах и учёных Москвы и известных геологов, химиков Армении.

## Работы
Он автор 9 книг и научно-популярных брошюр:
- Подземные воды Армянской ССР и их использование. Հայկական ՍՍՀ ստորերկրյա ջրերը և նրանց օգտագործումը. — Ереван: Общество «Знание» Армянской ССР, 1970.
- Родники Армении и их сохранность. Հայաստանի աղբյուրները և դրանց պահպանությունը. — Ереван: Издательство «Айастан», Общество защиты природы Армении, 1971.
- Растения и ископаемые. Բույսերը և հանքերը. — Ереван: Издательство «Айастан», Армянское геологическое общество, 1973.
- Обузданные воды (Страна голубых озер). Սանձված ջրեր (Կապույտ լճերի երկիրը). — Ереван: Издательство «Луйс», 1984.
- Тянутся голубые артерии (книга 1). Ձգվում են կապույտ երակնեը (գիրք 1). — Ереван: Издательство «Айастан», 1991.ссылка
- Тянутся голубые артерии (книга 2).Ձգվում են կապույտ երակները (գիրք 2). — Ереван: Издательство «Арарат» (типография издательства «Тигран Мец»), 2000.
- Наша семья. Մեր ընտանիքը. — Издательство «Ван Арян», 2004.
- Дорога его жизни. Նրա կյանքի ճանապարհը. — Ереван: Издательство «Энциклопедия-Арменика», 2005.
- Беседа с моими внуками. Զրույց թոռներիս հետ. — Ереван: Издательство «Энциклопедия-Арменика», 2008.

### Тянутся голубые артерии
Из вышеперечисленных работ своей значимостью особо выделяется книга «Тянутся голубые артерии», которая посвящена истории развития водного хозяйства Армении.
Здесь представлены все водно-хозяйственные сооружения республики со своими параметрами, значимостью по использованию воды, а также проектировщики, гидростроители, ученые, энергетики и другие специалисты, имеющие большие заслуги в этой области.
Таким образом, эту работу по своей значимости можно считать своеобразным энциклопедическим справочником истории развития водного хозяйства РА.